# Костин Лог
Ко́стин Лог (рос. Костин Лог) — село у складі Мамонтовського району Алтайського краю, Росія. Адміністративний центр та єдиний населений пункт Костино-Логівської сільської ради.

## Населення
Населення — 1308 осіб (2010; 1426 у 2002).
Національний склад (станом на 2002 рік):
- росіяни — 92 %